# Evangelische Kirche (Türkismühle)

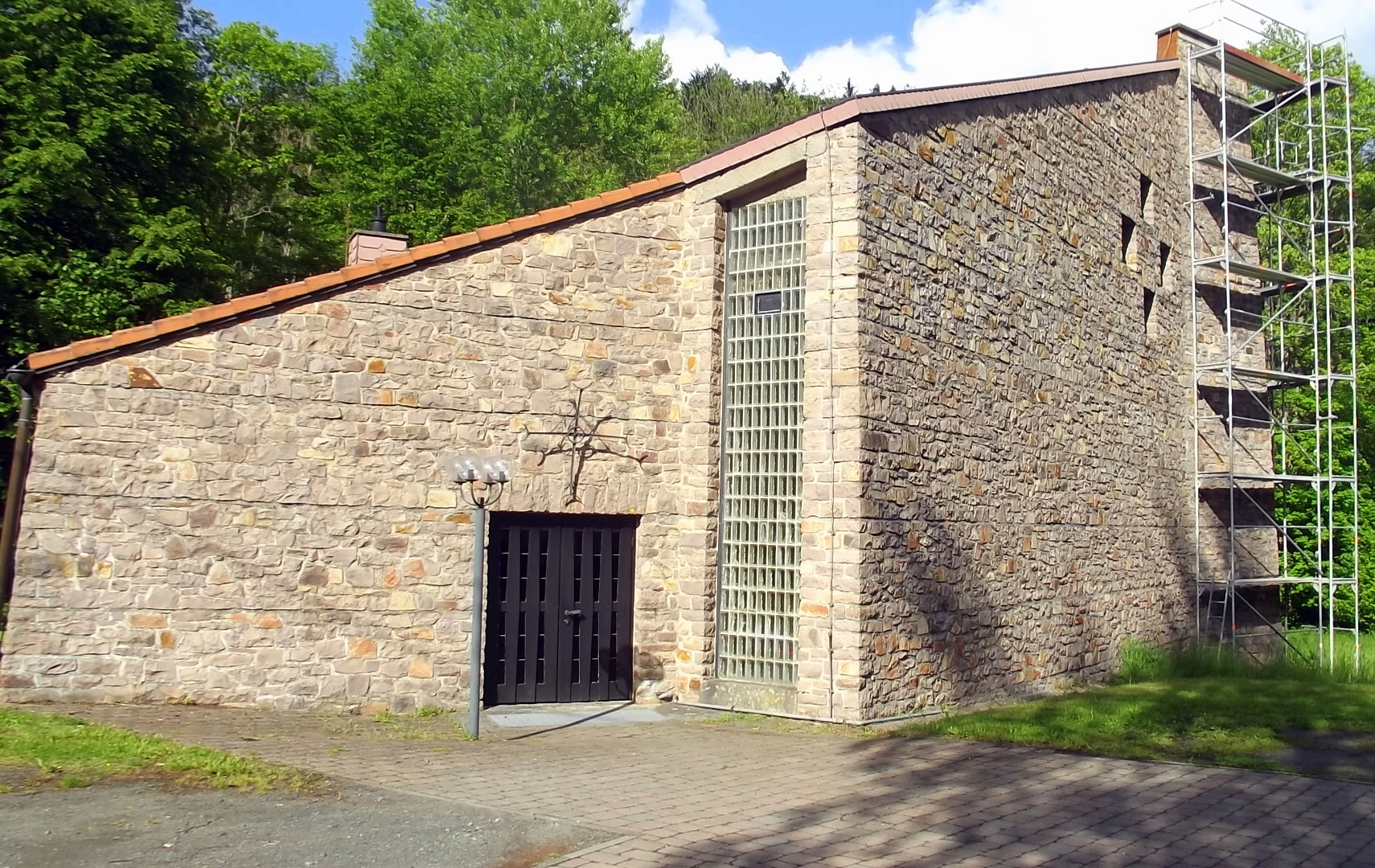
Evangelische Kirche Türkismühle

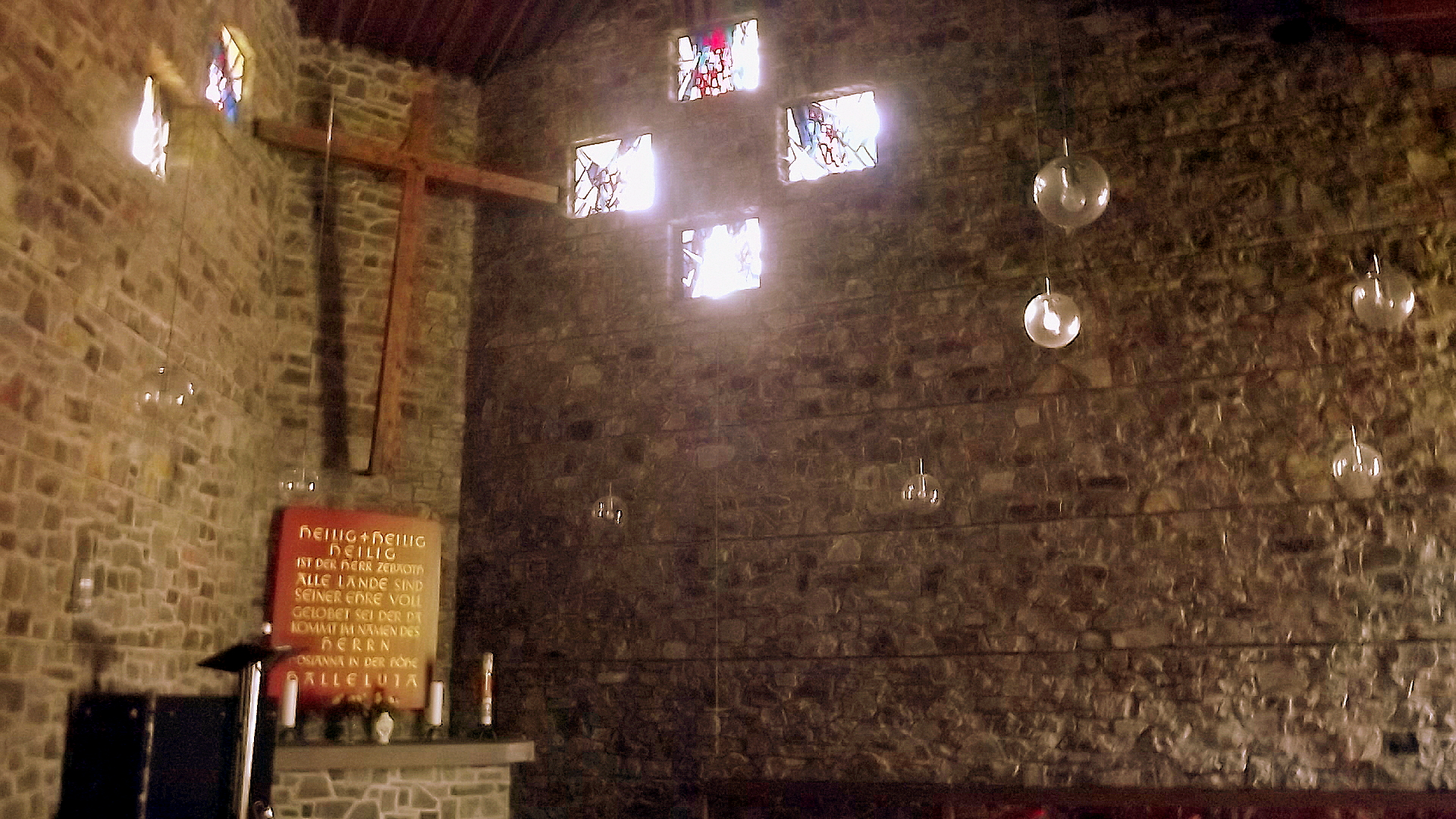
Innenansicht

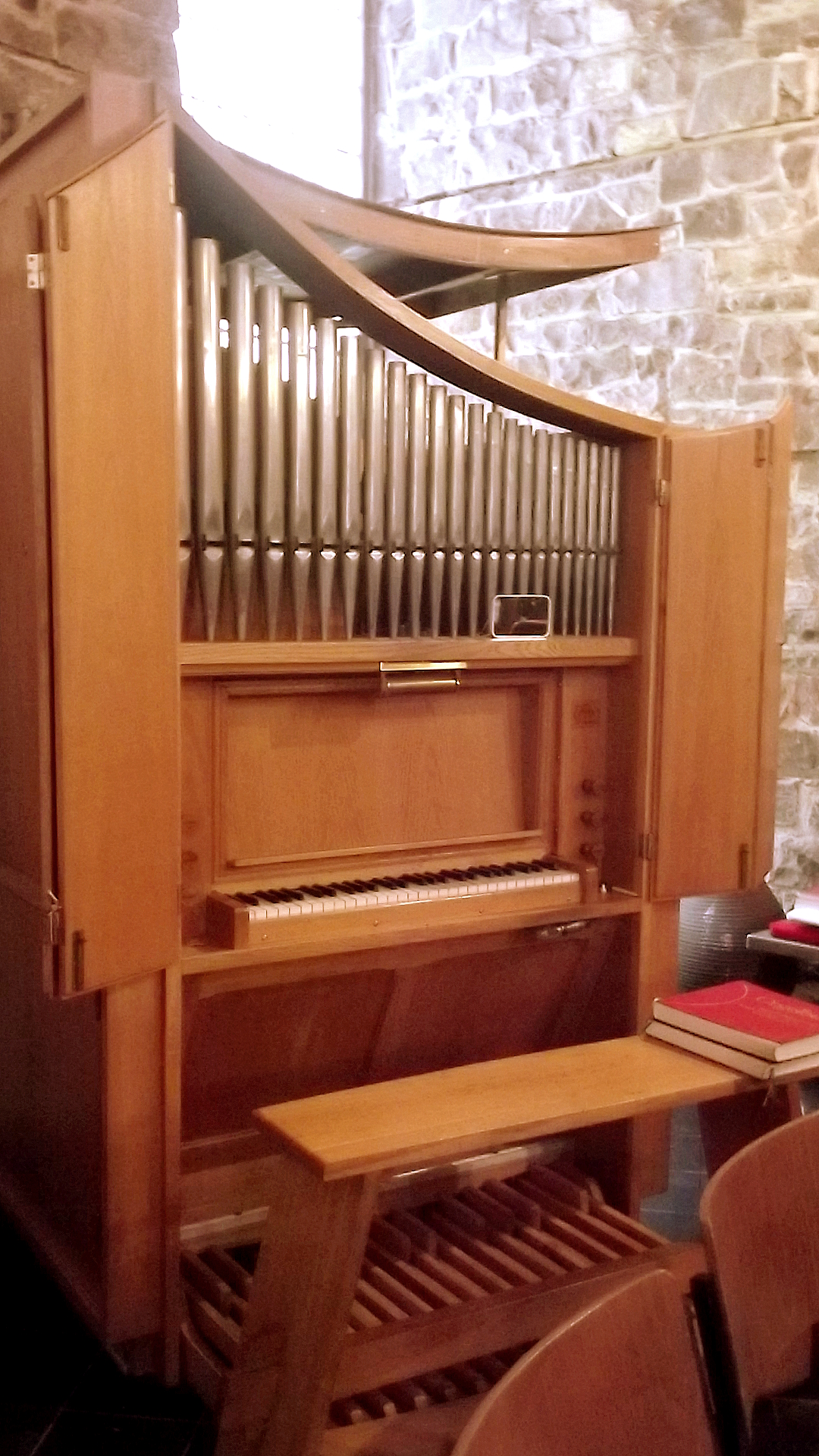
Oberlinger-Orgel

Die Evangelische Kirche Türkismühle ist ein Kirchengebäude der Evangelischen Kirchengemeinde Nohfelden in Türkismühle, einem Ortsteil der saarländischen Gemeinde Nohfelden, Landkreis St. Wendel. Die Kirchengemeinde ist dem Kirchenkreis Obere Nahe der Evangelischen Kirche im Rheinland zugeordnet. In der Denkmalliste des Saarlandes ist die Kirche als Einzeldenkmal aufgeführt.

## Kirchengebäude
Das Kirchengebäude steht an der Trierer Straße in unmittelbarer Nähe des Friedhofs von Türkismühle und bildet mit diesem und der katholischen Kirche St. Ignatius ein Bauensemble.
Erbaut wurde das Gotteshaus in den Jahren 1958 bis 1959 nach Plänen des Architekten Heinrich Otto Vogel.
Die äußere Erscheinungsform des unverputzten, aus Sandstein errichteten Sakralbaus stellt eine Kombination der Symbole von Schiff und Burg dar.

## Orgel
Die Orgel der Kirche wurde 1963 von der Firma Oberlinger (Windesheim) erbaut. Das Schleifladen-Instrument verfügt über 6 Register, verteilt auf ein Manual und Pedal. Die Spiel- und Registertraktur ist mechanisch.
Die Disposition lautet wie folgt:
| I Hauptwerk C–g3 |                |    |
| 1.               | Gedackt        | 8′ |
| 2.               | Rohrflöte      | 4′ |
| 3.               | Prinzipal      | 2′ |
| 4.               | Sesquialter II |    |
| 5.               | Cymbel II      |    |

| Pedal C–d1 |        |     |
| 6.         | Sordun | 16′ |

- Koppeln: I/P